# Thomasomys apeco
Thomasomys apeco és una espècie de mamífer rosegador de la família dels cricètids. És endèmic del centre-nord del Perú, on viu a altituds d'entre 3.250 i 3.380 msnm. No se sap gaire cosa sobre el seu comportament. El seu hàbitat natural són els boscos montans. És una espècie en risc mínim, és a dir, no sembla que hi hagi cap amenaça significativa per a la seva supervivència.